# Микита Стовпник
Микита Стовпник (*~1122?, Преславль-Залєський — пом. 24 травня 1186, там же) — християнський святий, шанується у лику преподобних.

## Житіє

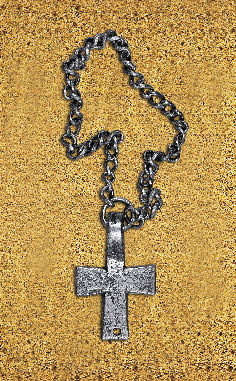
Чудотворний хрест прп. Микити Стовпника Переяславського

Преподобний Микита Стовпник був уродженцем міста Переславля Заліського і відповідав за збір податей та податків. У 1152 році князь Юрій Довгорукий переніс місто Переславль і кам'яний храм на честь Всемилостивого Спаса на нове місце. У зв'язку з витратами на будівництво міста та храму був проведений посилений збір податків з жителів. Микита, який керував цими зборами, грабував жителів, набираючи величезні суми грошей для себе. Так тривало багато років.

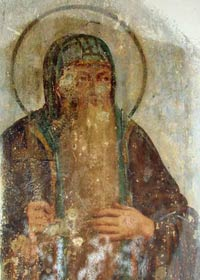
Ікона Микити Стовпника. XVIII ст.

Одного разу він прийшов до церкви і почув за Богослужінням слова з книги пророка Ісаї: «Умийтесь, очистіть себе! Відкиньте зло ваших вчинків із-перед очей Моїх, перестаньте чинити лихе! Навчіться чинити добро, правосуддя жадайте, карайте грабіжника, дайте суд сироті, за вдову заступайтесь!» (Іс. 1, 16-17).
Як громом був вражений він цими словами, що проникли в глибину його серця. Всю ніч Микита провів без сну, згадуючи почуті слова. Проте вранці він вирішив запросити друзів, щоб у веселих розмовах забути жахи минулої ночі. Проте, коли дружина стала готувати обід для частування гостей, то раптом побачила в киплячому казані то спливаючу людську голову, то руку, то ногу. Жах обійняв бідну жінку і вона кинулася за Микитою, який побачив в казані те ж саме. Раптово в ньому пробудилась совість, і він ясно усвідомив, що своїми поборами вчиняє як вбивця. «Горе мені, багато я згрішив! Господи, настав мене на шлях Твій!» З такими словами вибіг він з дому.
У трьох верстах від Переславля стояв монастир святого великомученика Микити, куди і прийшов приголомшений страшним видінням Микита. Зі сльозами він припав до ніг ігумена і просив спасти його грішну душу. Тоді ігумен вирішив випробувати щирість наміру та покаяння і дав Микиті перший послух, який полягав у тому, щоб три дні стояти при монастирських воротах і сповідувати всім, хто проходив повз нього, свої гріхи. З глибоким смиренням Микита прийняв перше випробування. Через три дні ігумен згадав про свого послушника і послав одного ченця подивитися, як він. Але чернець знайшов Микиту не на колишньому місці біля воріт, а лежачим в болоті. Він був весь покритий комарами та різними мошками, все тіло його було в крові та ранах. Тоді сам ігумен з братією прийшов до добровільного страждальця і запитав: «Сину мій, що ти робиш з собою?», «Отче! Спаси мою грішну душу», — відповів Микита. Ігумен одягнув його у волосяницю, сам ввів у монастир і постриг в чернецтво.
Всім серцем прийнявши чернечі обітниці, преподобний Микита проводив дні і ночі в молитві, співі псалмів та читанні житій святих подвижників. З благословення настоятеля він поклав на себе важкі вериги і на місцях своїх чернечих подвигів викопав два глибоких колодязі. Незабаром преподобний підсилив свій подвиг — він викопав глибоку круглу яму і там, поклавши на голову кам'яну шапку, став, подібно древнім стовпникам, на молитву. Тільки блакитне небо та нічні зірки бачив він із дна свого стовпа-колодязя, та ще вузький підземний хід під церковну стіну, по якому преподобний Микита ходив до храму на Богослужіння.
В цій обителі преподобний Микита завершив своє життя мученицькою смертю. Одного разу вночі родичі святого, які приходили до нього для благословення, спокусилися блиском його вериг та хрестів, прийнявши їх за срібні і вирішили заволодіти ними. У ніч на 24 травня 1186 вони розібрали покриття колодязя, вбили подвижника, зняли з нього хрести й вериги, загорнули їх у грубу полотнину і втекли.
Перед ранковим Богослужінням паламар, який прийшов за благословенням до святого, побачив розібраний дах і відразу ж повідомив про це ігумена. Намісник з братією поспішив до стовпа преподобного і побачив святого вже мертвим.
Тим часом вбивці, зупинившись на березі Волги, вирішили поділити здобич, але побачивши, що це не дорогоцінне срібло, а просте залізо, кинули все награбоване в річку. Господь прославив і ці видимі знаки таємних подвигів і тяжких трудів святого. У ту ж ніч Симеон, благочестивий старець Ярославського монастиря в ім'я святих апостолів Петра та Павла, побачив над Волгою три яскраві промені світла. Він повідомив про це настоятеля монастиря і старійшину міста. Собор священиків та численні городяни, які зійшлися до річки, побачили три хрести і вериги «яко древо в водах волжскіх плавающіх». З трепетом та благоговінням вони перенесли вериги в обитель великомученика Микити та поклали їх на могилу преподобного. При цьому відбулися численні зцілення.

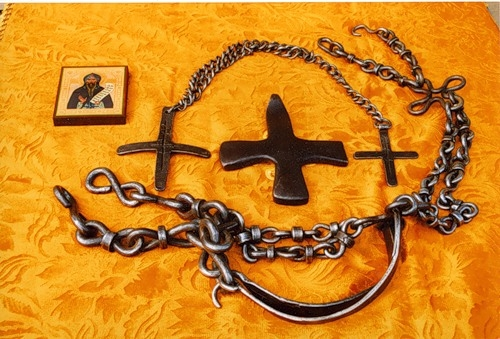
Залізні вериги і хрест святого Микити

Один з хрестів святого зберігається в Свято-Духівському Почаївському скиті.

## Мощі
Близько 1420—1425, святитель Фотій, митрополит Московський, благословив відкрити мощі святого Микити. Ігумен монастиря з братією звершив молебень, потім відкрили бересту, якою було обгорнуте нетлінне тіло, але раптом могила закрилася землею, і мощі залишилися під спудом. В 1511—1522 роках був споруджений храм в ім'я преподобного Микити, а в XIX столітті протоієрей А. Свірелін склав акафіст святому.
Зараз мощі святого Микити Стовпника спочивають в раці біля вівтаря в Благовіщенському храмі. Тут же висить частина його залізних вериг — хрест (рази в два-три більший від священицького) і два менші хрести, скріплені ланцюгом.

## Пам'ять
Пам'ять вшановується 24 травня.

## Чудеса
Ще за життя преподобний Микита придбав дар зцілення і став допомагати хворим.
Близько 1515 року Переяславський диякон Євстафій збожеволів, проте зцілився, коли на нього поклали залізні вериги святого Микити Стовпника. 
В 1884 році Іван Федорович Турков після молитви до святого Микити отримав зцілення від тілесної слабкості.
У відповідь на молитви преподобний Микита допомагає при паралічі, при травмах з втратою кінцівок, а також у разі безсоння.
Йому також моляться, коли немає надії на одужання, і коли треба полегшити муки хворого проханням, щоб той скоріше був покликаний до Бога.
Вериги святого Микити, які зберігаються в Микитському монастирі, паломники покладають на біснуватих для вигнання демона.
Вода Микитського джерела, яке знаходиться поблизу монастиря, що було викопане преп. Микитою, вважається святою і допомагає від багатьох хвороб.

## Див.також
- Даниїл Стовпник
- Симеон Стовпник
- Аліпій Стовпник